# École Joséphine-Horth
L'École Joséphine-Horth est un monument historique de Guyane situé dans la ville de Cayenne.
Le site est inscrit monument historique par arrêté du 9 décembre 1992.